# Sokół Łańcut
Muszynianka Domelo Sokół Łańcut – polski klub koszykarski występujący od sezonu 2022/2023 w Orlen Basket Lidze, założony w 1990 r. na bazie istniejącego od 1890 r. Polskiego Towarzystwa Gimnastycznego "Sokół" w Łańcucie. Początkowo treningi odbywały się w ujeżdżalni w łańcuckim parku. Drużynę zgłoszono do rozgrywek III ligi w 1992 roku pod nazwą "Parafia-Sokół". W zespole tym występował m.in. Dariusz Kaszowski, długoletni trener Sokoła. Poważniejsze sukcesy seniorów zapoczątkowane zostały w 2000 roku. Sponsorem Sokoła została firma "Kominki-Groz", której szefem był Grzegorz Kijowski, w młodości koszykarz Resovii Rzeszów. Siedziba klubu znajduje się w Łańcucie ul. Armii Krajowej 57, a mecze rozgrywane są w hali MOSiR Łańcut przy ulicy Armii Krajowej 57. W sezonie 2023/2024 drużyna występowała w Orlen Basket Lidze pod nazwą Muszynianka Domelo Sokół Łańcut.

## Sukcesy
- awans do Energa Basket Ligi (2021/22)
- Spadek do 1 ligi Koszykówki (2023/24)
- awans do I ligi (2003/2004)
- 3. miejsce w I lidze (2010/2011), (2015/2016)
- 4. miejsce w I lidze (2004/2005)
- 2. miejsce po rundzie zasadniczej w I lidze 2007/2008 i 2014/2015 (ostatecznie 3. i 2. miejsce po play-off)
- awans do play-off I ligi (sześciokrotnie: 2004/2005, 2005/2006, 2007/2008, 2009/2010, 2010/2011, 2011/2012, 2012/2013, 2013/2014 i 2014/2015,2015/2016)

## Nagrody i wyróżnienia
I skład I ligi
- 2005 – Piotr Miś
- 2008 – Łukasz Pacocha
- 2015 – Szymon Rduch
- 2017 – Maciej Klima
- 2018 – Marek Zywert
- 2019 – Filip Małgorzaciak
- 2021 – Filip Małgorzaciak
- 2022 – Marcin Nowakowski

## Aktualny skład
| Nr | Poz.             | Nar.   | Nazwisko i imię        | Data urodzenia | Wzrost | Masa ciała |
| -- | ---------------- | ------ | ---------------------- | -------------- | ------ | ---------- |
| 8  | silny skrzydłowy | Polska | Balawender, Jacek      | 1988-06-16     | 195 cm |            |
| 5  | rozgrywający     | Polska | Szymański, Sebastian   | 1991-06-09     | 183 cm |            |
| 25 | rzucający        | Polska | Buszta, Patryk         | 1991-09-22     | 180 cm |            |
| 16 | rzucający        | Polska | Czerwonka, Bartosz     | 1989-06-13     | 189 cm |            |
| 10 | niski skrzydłowy | Polska | Koszuta, Jerzy         | 1982-05-04     | 190 cm | 87 kg      |
| 12 | silny skrzydłowy | Polska | Krajniewski, Krzysztof | 1989-03-25     | 198 cm |            |
| 7  | niski skrzydłowy | Polska | Inglot, Adrian         | 1994-01-26     | 184 cm |            |
| 13 | środkowy         | Polska | Sroka, Marcin          | 1981-03-20     | 173 cm |            |
| 15 | silny skrzydłowy | Polska | Klima, Maciej          | 1982-01-23     | 203 cm |            |
| 6  | środkowy         | Polska | Kulikowski, Rafał      | 1985-09-08     | 205 cm |            |
| 30 | niski skrzydłowy | Polska | Czujkowski, Alan       | 1990-03-08     | 196 cm |            |
| 20 | rozgrywający     | Polska | Zywert, Marek          | 1996-02-24     | 189 cm |            |

Trener:  Dariusz Kaszowski
 Asystenci: Mateusz Leja